# Hajdúsámson
Hajdúsámson – miasto na Węgrzech, w komitacie Hajdú-Bihar, w powiecie Hajdúhadház.